# Victor Delhez
Victor Delhez, né le 16 mars 1902 à Anvers (Belgique) et mort le 4 janvier 1985 à Mendoza (Argentine), est un graveur belge.
Il est connu pour ses gravures sur bois.

## Biographie
Né le 16 mars 1902, Delhez est issu d'une fratrie de sept enfants. Il étudie à l'Académie royale des beaux-arts d'Anvers de 1916 à 1918 et à l'Université de Louvain de 1918 à 1923. Il obtient son diplôme d'agronome avec la chimie comme matière principale.
En 1925, les parents de Delhez meurent dans un accident de la route. Il quitte son poste de directeur de l'entreprise automobile de son père pour s'installer en 1926 en Argentine en tant que dessinateur, architecte et entrepreneur à Buenos Aires. En 1933, il déménage en Bolivie, avant de revenir en Argentine en 1940. Il s'installe à Chacras de Coria et occupe un poste de professeur à l'Académie des beaux-arts de l'Université nationale de Cuyo.

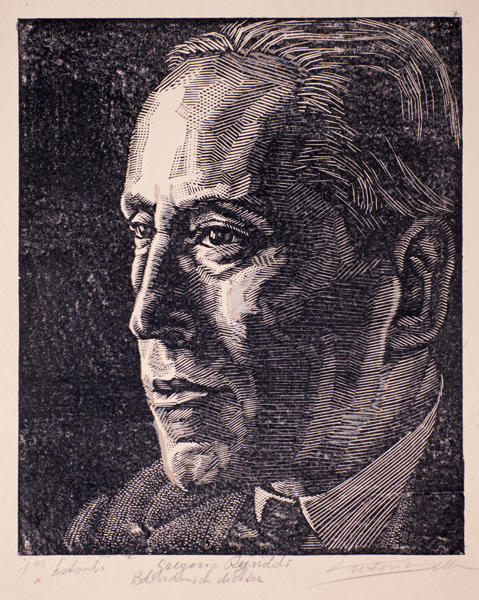
Gregorio Reynolds, gravure réalisée par Victor Delhez.

En Bolivie, Delhez a produit une série de quarante illustrations pour les évangiles et vingt et une pour Les Récits d'un rêveur de Lord Dunsany, avec qui il maintenait une correspondance. Les gravures sur bois des évangiles sont remarquables pour l'utilisation de paramètres sud-américains pour les illustrations[Lesquels ?].
Victor Delhez meurt le 4 janvier 1985.